# Stauntonia maculata
Stauntonia maculata là một loài thực vật có hoa trong họ Lardizabalaceae. Loài này được Merr. miêu tả khoa học đầu tiên năm 1934.